# Newark (Nueva York)
Newark es una villa ubicada en el condado de Wayne en el estado estadounidense de Nueva York. En el año 2000 tenía una población de 9,682 habitantes y una densidad poblacional de 694.8 personas por km².

## Geografía
Newark se encuentra ubicada en las coordenadas 43°2′48.3″N 77°5′42.74″O / 43.046750, -77.0952056.

## Demografía
Según la Oficina del Censo en 2000 los ingresos medios por hogar en la localidad eran de $32,542, y los ingresos medios por familia eran $40,863. Los hombres tenían unos ingresos medios de $31,641 frente a los $23,588 para las mujeres. La renta per cápita para la localidad era de $18,176. Alrededor del 12.5% de la población estaban por debajo del umbral de pobreza.